# Min Dikkha
Min Dikkha (birm. မင်းတိက္ခာ /mɪ́ɴ deiʔ kʰà/; 1515–1556) – król Arakanu od roku 1554 do 1556.
Przez 22 lata panowania swojego ojca, króla Min Bina, był on następcą tronu. Dikkha był zdolnym dowódcą wojskowym, który prowadził flotę arakańską podczas prowadzonego w latach 1532–1533 przez Min Bina podboju Bengalu.

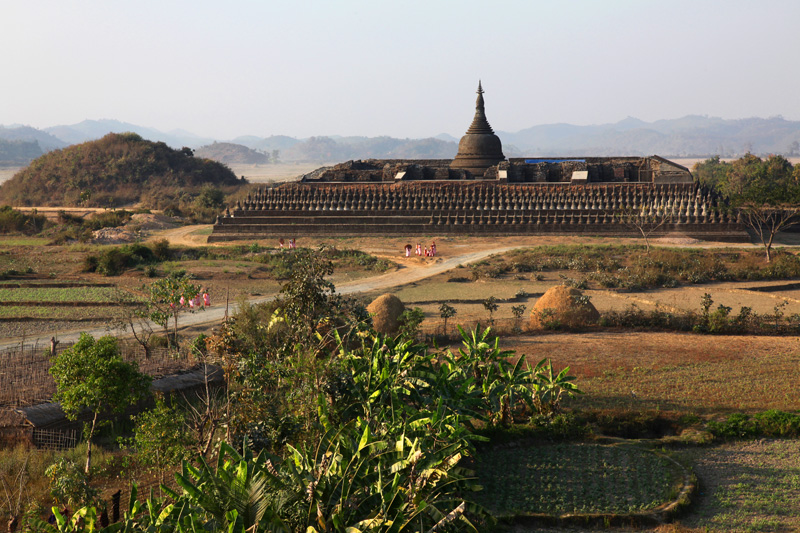
Świątynia Koethaung

Na jego polecenie wzniesiono świątynię Koethaung, największą spośród wszystkich świątyń Myauk U. Budowa ta miała odwrócić złą wróżbę – według królewskich astrologów król miał umrzeć po 6 miesiącach panowania. Zmiana fatalnego przeznaczenia wymagała także czasowego przeniesienia królewskiego pałacu w pobliże nowej świątyni.